# آلبرتو گایاردو
آلبرتو گایاردو (اسپانیایی: Alberto Gallardo‎; ۲۸ نوامبر ۱۹۴۰ – ۱۹ ژانویهٔ ۲۰۰۱) بازیکن فوتبال اهل پرو بود.
از باشگاه‌هایی که در آن بازی کرده‌است می‌توان به باشگاه فوتبال کالیاری، باشگاه فوتبال پالمیراس، باشگاه فوتبال آ.ث. میلان، و باشگاه فوتبال اسپورتینگ کریستال اشاره کرد.
وی همچنین در تیم ملی فوتبال پرو بازی کرده‌است.